# Vincent van der Voort
Vincent van der Voort  (Purmerend, 1975. december 18. –) holland dartsjátékos. 2001-től 2007-ig a British Darts Organisation, majd 2007-től 2024-ig a Professional Darts Corporation tagja. Beceneve "The Dutch Destroyer".

## Pályafutása

### BDO
Van der Voort karrierjét a BDO-nál kezdte 2001-ben. 2002-ben és 2006-ban megnyerte a Danish Open-t. Világbajnokságokon hatszor vett részt.
A 2002-es vb-n az első körben kikapott Mensur Suljović-tól 3–2-re, majd egy évvel később a második körben esett ki Tony David ellen.
2004-ben újra az első körben búcsúzni kényszerült, ezúttal Stephen Bunting verte meg 3–2-re.
2005-ben teljesítette legjobb világbajnokságát a BDO-nál, ekkor egészen a negyeddöntőig jutott. Ott honfitársa Raymond van Barneveld volt az ellenfele, aki 5–0-ra verte meg van der Voort-ot, majd később a világbajnokságot is megnyerte.
Van der Voort az utolsó két BDO-s világbajnokságán újra nem tudott eredményesen szerepelni, 2006-ban a második körben Tony O'Shea ellen, majd egy évvel később Davy Richardson ellen az első körben esett ki. Van der Voort a 2007-es vb után elhagyta a BDO-t, és a PDC-nél folytatta pályafutását.

### PDC
Első évében a PDC-nél, részt vehetett első nagytorna döntőjén, melyet a UK Open-en ért el. A döntőben az akkori PDC világbajnokával Raymond van Barneveld-el mérkőzött meg a győzelemért. Van der Voort nem tudta megverni Barneveldet, és 16–8-ra kikapott esélyesebb ellenfelétől.
Első PDC-s világbajnokságán győzelemmel mutatkozott be, de a második körben kiesett Adrian Lewis ellen. Következő vb-jén 2009-ben már egy körrel tovább sikerült eljutnia. Az első körben Bezzeg Nándorral mérkőzött meg a továbbjutásért, és 3–0-ra verte az eddigi egyetlen magyar vb résztvevőt. A második körben James Wade 4–0-ra verte meg van der Voortot.
A 2010-es világbajnokságon a második körig jutott, ahol Kevin Painter verte meg 4–3-ra. A következő világbajnokságon már a negyeddöntőbe sikerült bejutnia, ahol a későbbi győztes Adrian Lewis-tól szenvedett 5–2-es vereséget. Ebben az évben  Austrian Open döntőjében (amely egy Players Championship forduló volt) legyőzte Phil Taylort, így megszerezte első tornagyőzelmét a PDC-nél.
2012-ben a vb-n a második körben Andy Hamilton ellen kapott ki 4–3-ra. Van der Voort számára a következő vb is csak egy körrel tartott tovább, ezúttal (ugyanúgy, mint 2009-ben) James Wade ellen esett ki.
A 2014-es világbajnokságon a már korábban kétszer is búcsúztató Adrian Lewis-szal csapott össze a második körben, és ezúttal is vereséget szenvedett az angoltól. Az év további részében megnyerte az Austrian Darts Open-t, ahol Jamie Caven-t győzte le a döntőben.
A 2015-ös világbajnokságon négy év után újra a negyeddöntőig jutott, ahol Phil Taylor-tól kapott ki 5–3-ra.
A 2016-os vb-n a legjobb 16 között ért véget számára a világbajnokság, ezúttal a későbbi győztes Gary Anderson verte meg 4–0-ra. A következő évben már az első körben kiesett a vb-n, Max Hopp-tól kapott ki 3–1-re.
2018-ban újra a legjobb 16-ig jutott a világbajnokságon, és ott honfitársától, van Barneveld-től kapott ki 4–1-re.

## Döntői

### PDC nagytornák: 1 döntős szereplés
| Történet      |
| UK Open (0–1) |

| Eredmény | Sorszám | Év   | Bajnokság | Ellenfél a döntőben   | Pontok   |
| Döntős   | 1.      | 2007 | UK Open   | Raymond van Barneveld | 8–16 (l) |

## Tornagyőzelmei
| Players Championships - Players Championship (AUT): 2011 - Players Championship (GER): 2010 - Players Championship (NED): 2010 UK Open Regionals/Qualifiers - UK Open Qualifier: 2011 European Tour Events - Austrian Darts Open: 2014 | - Denmark Open: 2002, 2006 - German Gold Cup: 2004 - Holland National Championships: 2009 - Open Lunteren: 2009 - WDF Europe Cup Pairs: 2004 - WDF Europe Youth Cup: 1991 - WDF World Cup: 2005 |

## Világbajnoki szereplései

### BDO
- 2002: Első kör (vereség  Mensur Suljović ellen 2–3)
- 2003: Második kör (vereség  Tony David ellen 1–3)
- 2004: Első kör (vereség  Stephen Bunting ellen 2–3)
- 2005: Negyeddöntő (vereség  Raymond van Barneveld ellen 0–5)
- 2006: Második kör (vereség  Tony O'Shea ellen 0–4)
- 2007: Első kör (vereség  Davy Richardson ellen 1–3)

### PDC
- 2008: Második kör (vereség  Adrian Lewis ellen 2–4)
- 2009: Harmadik kör (vereség  James Wade ellen 0–4)
- 2010: Második kör (vereség  Kevin Painter ellen 3–4)
- 2011: Negyeddöntő (vereség  Adrian Lewis ellen 2–5)
- 2012: Második kör (vereség  Andy Hamilton ellen 3–4)
- 2013: Harmadik kör (vereség  James Wade ellen 0–4)
- 2014: Második kör (vereség  Adrian Lewis ellen 1–4)
- 2015: Negyeddöntő (vereség  Phil Taylor ellen 3–5)
- 2016: Harmadik kör (vereség  Gary Anderson ellen 0–4)
- 2017: Első kör (vereség  Max Hopp ellen 1–3)
- 2018: Harmadik kör (vereség  Raymond van Barneveld ellen 1–4)
- 2019: Harmadik kör (vereség  Chris Dobey ellen 3–4)
- 2020: Második kör (vereség  Dave Chisnall ellen 1–3)
- 2021: Negyedik kör (vereség  Daryl Gurney ellen 2–4)
- 2022: Harmadik kör (visszalépett – Covid19 fertőzés)
- 2023: Harmadik kör (vereség  Luke Humphries ellen 3–4)